# Ann Cleeves
Ann Cleeves OBE (Herefordshire, 24 oktober 1954) is een Engelse misdaadschrijfster. Ze schreef drie misdaadreeksen die tot televisiereeksen werden bewerkt: Vera Stanhope, Jimmy Perez en Matthew Venn.

## Leven
Cleeves werd in 1954 geboren in Herefordshire, in de Engelse regio West Midlands en groeide op in North Devon. Haar vader was er leraar. Cleeves studeerde Engels aan de Universiteit van Sussex maar stopte vroegtijdig. Ze werkte vervolgens als kinderverzorgster, leidster vrouwenopvang, kok vogelobservatorium en hulp kustwacht, waarna ze een opleiding voor reclasseringsambtenaar begon. In het vogelobservatorium leerde ze Tim Cleeves kennen waarmee ze in 1977 huwde. Het koppel kreeg twee dochters.
Cleeves begon te schrijven toen haar man werd aangesteld als beheerder van Hilbre, een klein natuurreservaat op een getijdeneiland in de monding van de Dee waar ze niet veel anders omhanden had. Haar eerste serie misdaadromans gingen over de bejaarde natuuronderzoeker George Palmer-Jones. In 1987 verhuisde het koppel met hun twee dochters naar Northumberland. In 2006 verhuisden ze terug naar het noordoosten. In 2017 werd Cleeves weduwe na de plotse dood van haar man door een hartfalen.

## Erkenning
Cleeves' werk werd in een twintigtal talen vertaald en genomineerd voor binnenlandse en buitenlandse prijzen. In 2008 werd ze lid van de Detection Club. Cleeves ontving in 2014 een eredoctoraat in de Letteren van de Universiteit van Sunderland, in 2018 van de Robert Gordon Universiteit en in 2022 van de Universiteit van Liverpool. Ze werd dat jaar ook benoemd tot Officier in de Orde van het Britse Rijk (OBE).

### Prijzen
- 2006 'Gold Dagger Award' van de Crime Writers' Association voor Raven Black, het eerste deel van de Shetlandserie.
- 2017 'Diamond Dagger' voor haar levenswerk
- 2019 'Agatha Award' voor The Long Call

### Verfilming
- Vera, een serie door ITV die liep van 2011 tot 2025 gebaseerd op de Vera Stanhope boeken, met Brenda Blethyn als Vera Stanhope
- Shetland, een serie door BBC die loopt sinds 2013 gebaseerd op de Shetland boeken, met Douglas Henshall als Jimmy Perez
- The Long Call, een eenjarige serie door ITV uit 2021 gebaseerd op het gelijknamige boek, met Ben Aldridge als Matthew Venn

### George & Molly Palmer-Jones
- 1986 A Bird in the Hand
- 1987 Come Death and High Water
- 1988 Murder in Paradise
- 1989 A Prey to Murder
- 1991 Sea Fever
- 1992 Another Man's Poison
- 1994 The Mill on the Shore
- 1996 High Island Blues

### Inspector Stephen Ramsay
- 1990 A Lesson in Dying
- 1991 Murder in My Backyard
- 1992 A Day in the Death of Dorothea Cassidy
- 1993 Killjoy
- 1995 The Healers
- 1997 The Baby Snatcher

### Vera Stanhope
- 1999 The Crow Trap (Lokvogel) (deel 2)
- 2005 Telling Tales (Onschuld) (deel 3)
- 2007 Hidden Depths (Reddende engel) (deel 1)
- 2011 Silent Voices Stille stem (deel 4)
- 2012 The Glass Room
- 2014 Harbour Street
- 2015 The Moth Catcher
- 2017 The Seagull
- 2020 The Darkest Evening
- 2022 The Rising Tide
- 2024 The Dark Wives

### Eerste Shetland kwartet
- 2006 Raven Black (Ravenzwart) (deel 1)
- 2008 White Nights (Witte nachten) (deel 2)
- 2009 Red Bones
- 2010 Blue Lightning (Blauw licht) (deel 3)

### Tweede Shetland kwartet
- 2013 Dead Water
- 2014 Thin Air
- 2016 Cold Earth
- 2018 Wild Fire

### Matthew Venn (Two Rivers)
- 2019 The Long Call (vertaald naar het Nederlands als De roep terug, ISBN 9789400516311)
- 2021 The Heron's Cry
- 2023 The Raging Storm

### Afzonderlijke romans
- 2001 The Sleeping and the Dead
- 2003 Burial of Ghosts

### Afzonderlijke novellen
- 1992 A Winter's Tale
- 1995 The Harmless Pursuits of Archibald Stamp
- 2001 Sad Girls
- 2001 The Plater
- 2002 A Rough Guide to Tanga
- 2003 Games for Winter
- 2004 Owl Wars
- 2005 The Midwife's Assistant
- 2007 Going Back
- 2010 Beastly Pleasures
- 2011 Mud
- 2011 Basic Skills
- 2013 Secrets of Soil
- 2014 The Pirate
- 2014 Stranded
- 2015 The Starlings
- 2016 Dreaming of Rain and Peter Lovesey
- 2016 The Queen of Mystery
- 2017 The Return
- 2018 Moses and the Locked Tent Mystery

### Non fiction
- 2012 Libraries Rock!
- 2015 Shetland

- Bibsys: 7023381
- Biblioteca Nacional de España: XX5457221
- Bibliothèque nationale de France: cb15616833q (data)
- CiNii: DA18607969
- Gemeinsame Normdatei: 134179641
- International Standard Name Identifier: 0000 0001 1875 1847
- Library of Congress Control Number: n85039474
- Bibliotheek van het Japanse parlement: 01098071
- Nationale Bibliotheek van Tsjechië: kv2008437635
- Nationale Bibliotheek van Israël: 987007415212305171
- Nederlandse Thesaurus van Auteursnamen: 079365833
- LIBRIS: 343144
- Système universitaire de documentation: 157226131
- Trove: 1160770
- Virtual International Authority File: 40585642
- WorldCat: E39PBJkHr6mDHcrdGtWPbHb8G3